# 定姒
定姒（？—前569年），鲁成公的夫人，鲁襄公的母亲。
鲁襄公四年（前569年）秋七月戊子，夫人姒氏薨逝。八月辛亥，鲁国葬小君定姒。定姒的棺木没有在祖庙内停放，没有用内棺（榇），没有举行虞祭。匠庆对季文子说：“你为正卿，但小君的丧礼没完成，这让国君不能为生母送终。国君长大后，谁会受责？”季孙在蒲圃的东门外为自己种植六棵檟木，匠庆请求用做定姒的棺木，季孙说：“简单点吧。”匠庆还是使用了，季孙也没阻止。